# Osario de Douaumont
El osario de Douaumont (en francés l'ossuaire de Douaumont) es un monumento en memoria de los combatientes que fallecieron en la batalla de Verdún durante la Primera Guerra Mundial. Contiene los restos de más de 130 000 soldados, tanto franceses como alemanes, que murieron durante la batalla y cuyos cuerpos no pudieron ser identificados. Se encuentra situado en el límite de las comunas de Douaumont-Vaux y Fleury-devant-Douaumont, a pocos kilómetros de Verdún, en el departamento de Mosa, Francia. La construcción mide 137 m de largo y dispone de una torre con forma de proyectil que alcanza los 46 m de altura. Delante del osario se encuentra situado un cementerio militar donde están enterrados 16 142 combatientes franceses que pudieron ser identificados.

## Historia
Fue inaugurado oficialmente el 7 de agosto de 1932 por el presidente de la República Francesa Albert Lebrun, al acto acudieron numerosas autoridades francesas y extranjeras, así como antiguos combatientes y familiares de soldados desaparecidos. El 22 de septiembre de 1984 el presidente francés François Mitterrand y el canciller alemán Helmut Kohl rindieron un homenaje conjunto a las tumbas de los combatientes muertos.
El 11 de noviembre de 2008, se celebró un acto en el osario para conmemorar el 90 aniversario del armisticio de 1918. Estuvieron presentes el presidente francés, Nicolas Sarkozy, el príncipe Carlos de Gales y su esposa Camilla, el gran duque Enrique de Luxemburgo y su esposa María, el presidente del Bundesrat alemán Peter Müller, el presidente de la Comisión Europea, José Manuel Durão Barroso, y el presidente del Parlamento Europeo Hans-Gert Pöttering. Fue la primera ceremonia que se celebró en el lugar sin la asistencia de ningún superviviente de la Primera Guerra Mundial.

## Galería de imágenes

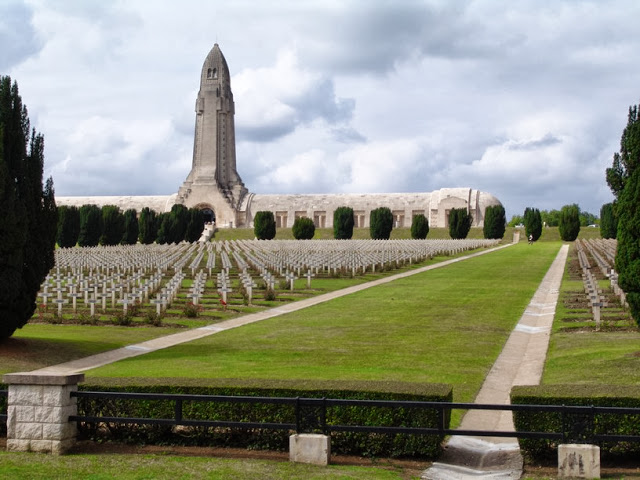
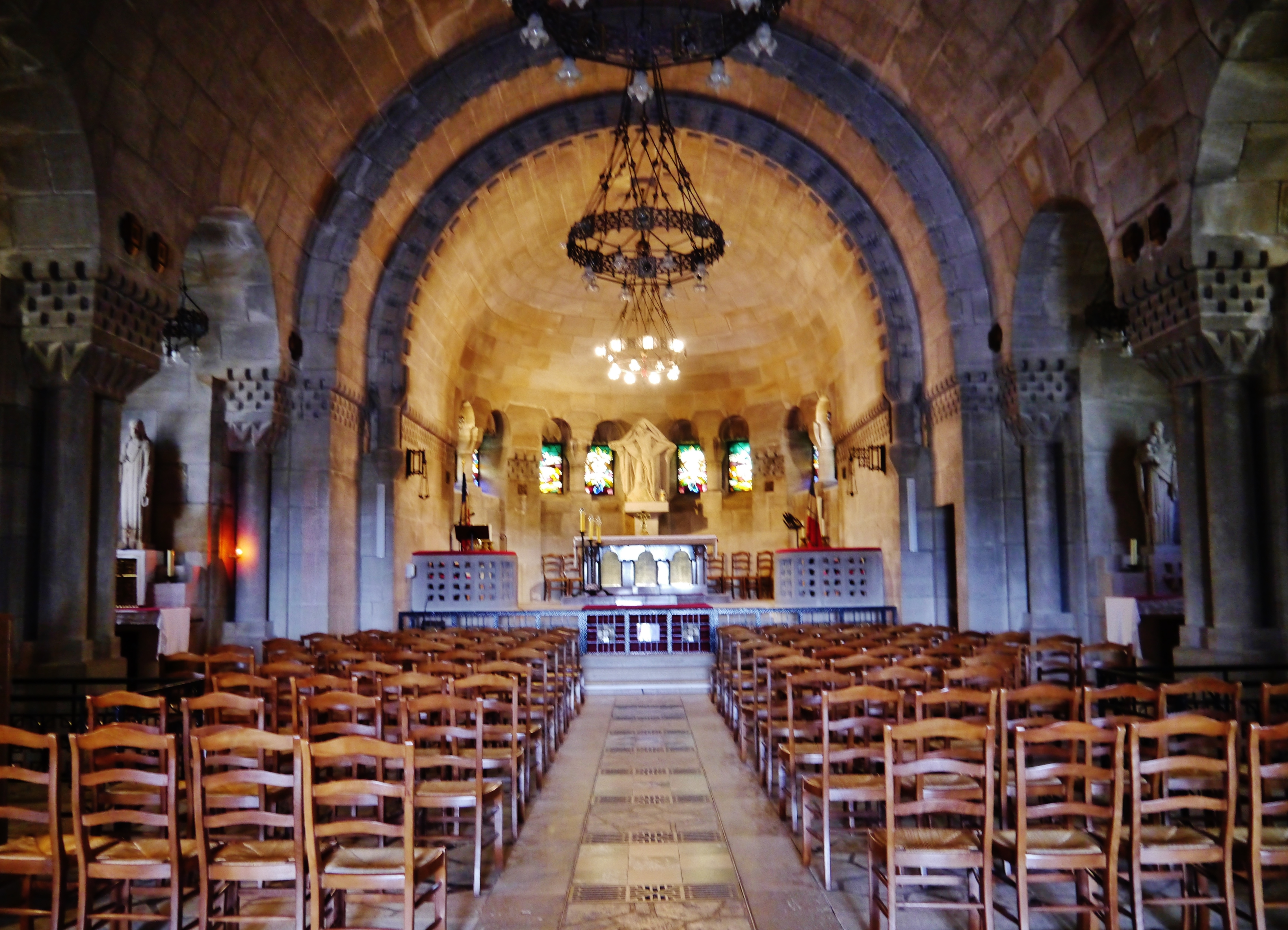